# 67 Ursae Majoris
67 Ursae Majoris , eller DP Ursae Majoris, är en pulserande variabel av Delta Scuti-typ (DSCTC) i stjärnbilden Stora björnen.
Stjärnan har visuell magnitud +5,21 och varierar i amplitud med 0,03 magnituder och en period som inte är fastställd